# Macrothorictus longitarsis
Macrothorictus longitarsis là một loài bọ cánh cứng trong họ Dermestidae. Loài này được Andreae miêu tả khoa học năm 1967.